# 高節 (弘治進士)
高節（1468年—？年），字介夫，應天府上元縣人，民籍，治《詩經》，明朝政治人物。

## 生平
弘治八年（1495年）乙卯科應天府鄉試第七十四名舉人。弘治九年（1496年）中式丙辰科二甲第三十九名進士。

## 家族
曾祖高旻；祖父高榮，遇例冠帶；父高麟，母丁氏。